# Fibulochlamys ferruginosa
Fibulochlamys ferruginosa är en svampart som beskrevs av A.I. Romero & Cabral 1989. Fibulochlamys ferruginosa ingår i släktet Fibulochlamys, klassen Agaricomycetes, divisionen basidiesvampar och riket svampar.   Inga underarter finns listade i Catalogue of Life.